# Lisa Jewell
Lisa Jewell, född 19 juli 1968 i London, England, är en brittisk författare.

## Biografi
Lisa var tidigt intresserad av att skriva men hon valde ändå att satsa på en karriär inom modebranschen. Där stannade hon kvar i fem år men var sedan tvungen att sluta och började istället arbeta som receptionist.
Inom ett år tröttnade hon och bestämde sig för att gå en kvällskurs för att förbättra sitt skrivande, och den nya karriären som författare var snart ett faktum. Debutromanen Ralph's Party släpptes i Storbritannien 1999. Den föregicks av ett vad mellan Jewell och en av hennes väninnor, där vadslagningen gällde om hon kunde skriva de tre första kapitlen i en roman.
Numera bor Lisa med hennes man Jascha och deras två döttrar Amelie Mae och Evie Scarlett i Swiss Cottage, London. 

## Böcker utgivna på svenska
- Ralphs party (1999: Ralph's party), svensk översättning: Marianne Mattsson
- Typ trettio (2000: Thirtynothing), svensk översättning: Marianne Mattsson
- Stjärna för en natt (2001: One hit wonder), svensk översättning: Marianne Mattsson
- Vince & Joy (2005: Vince and Joy), svensk översättning: Marianne Mattsson
- Våga flyga (2007: 31 Dream Street), svensk översättning: Tove Janson Borglund
- (2009: The truth about Melody Brown) - ej utgiven på svenska
- Syskonmakaren (2011: The Making Of Us), svensk översättning: Christina Stalby
- Efter festen (2013: After the party), svensk översättning: Milla Emrén
- Fågelburen (2014: The House We Grew Up In), svensk översättning: Christina Stalby
- Den tredje hustrun (2015: The Third Wife), svensk översättning: Åsa Brolin
- Flickorna i parken (2016: The Girls), svensk översättning: Sanna Hellberg
- Jag fann dig (2017: I Found You), svensk översättning: Sanna Hellberg